# Castelnau-de-Lévis
Castelnau-de-Lévis [kastɛlno də levis] est une commune française située dans le nord du département du Tarn, en région Occitanie. Sur le plan historique et culturel, la commune est dans l'Albigeois, une région naturelle agricole correspondant aux environs de la ville d’Albi.
Exposée à un climat océanique altéré, elle est drainée par le Tarn, le Luzert, le Ruisseau de Carrofoul et par divers autres petits cours d'eau. La commune possède un patrimoine naturel remarquable composé de trois zones naturelles d'intérêt écologique, faunistique et floristique.
Castelnau-de-Lévis est une commune rurale qui compte 1 615 habitants en 2022, après avoir connu une forte hausse de la population depuis 1962.  Elle fait partie de l'aire d'attraction d'Albi. Ses habitants sont appelés les Castellévisiens ou  Castellévisiennes.

## Géographie

### Localisation
Commune de l'aire urbaine d'Albi située dans de son unité urbaine, à l'ouest d'Albi sur le Tarn.

### Communes limitrophes
Castelnau-de-Lévis est limitrophe de huit autres communes.
Les communes limitrophes sont  Albi, Bernac, Cagnac-les-Mines, Castanet, Labastide-de-Lévis, Marssac-sur-Tarn, Sainte-Croix et Terssac.
| Castanet, Bernac   | Sainte-Croix       | Cagnac-les-Mines |
| Labastide-de-Lévis | Castelnau-de-Lévis | Albi             |
| Marssac-sur-Tarn   | Terssac            |                  |

### Géologie
La superficie de la commune est de 2 142 hectares ; son altitude varie de 133  à   280 mètres.

### Voies de communication et transports
Castelnau-de-Lévis est desservie par les transports en commun dans un but scolaire essentiellement (Lignes 1 et 2 du réseau Libéa vers le collège Jean Jaurès et le centre-ville d'Albi)

### Hydrographie
La commune est dans le bassin de la Garonne, au sein du bassin hydrographique Adour-Garonne. Elle est drainée par le Tarn, le Luzert, le ruisseau de Carrofoul, le ruisseau de Bigar, le ruisseau de Jussens, le ruisseau de Pisse-Vieille, le ruisseau des Moulines et par divers petits cours d'eau, qui constituent un réseau hydrographique de 22 km de longueur totale,.
Le Tarn, d'une longueur totale de 380 km, prend sa source sur le mont Lozère, dans le nord de la commune du Pont de Montvert - Sud Mont Lozère en Lozère, et se jette dans la Garonne à Saint-Nicolas-de-la-Grave, en Tarn-et-Garonne.
Le Luzert, d'une longueur totale de 12,7 km, prend sa source dans la commune de Sainte-Croix et s'écoule du nord-est au sud-ouest. Il traverse la commune et se jette dans le Tarn à Lagrave, après avoir traversé 7 communes.
Le ruisseau de Carrofoul, d'une longueur totale de 13,7 km, prend sa source dans la commune de Puygouzon et s'écoule du sud-est vers le nord-ouest. Il traverse la commune et se jette dans le Tarn sur le territoire communal, après avoir traversé 8 communes.

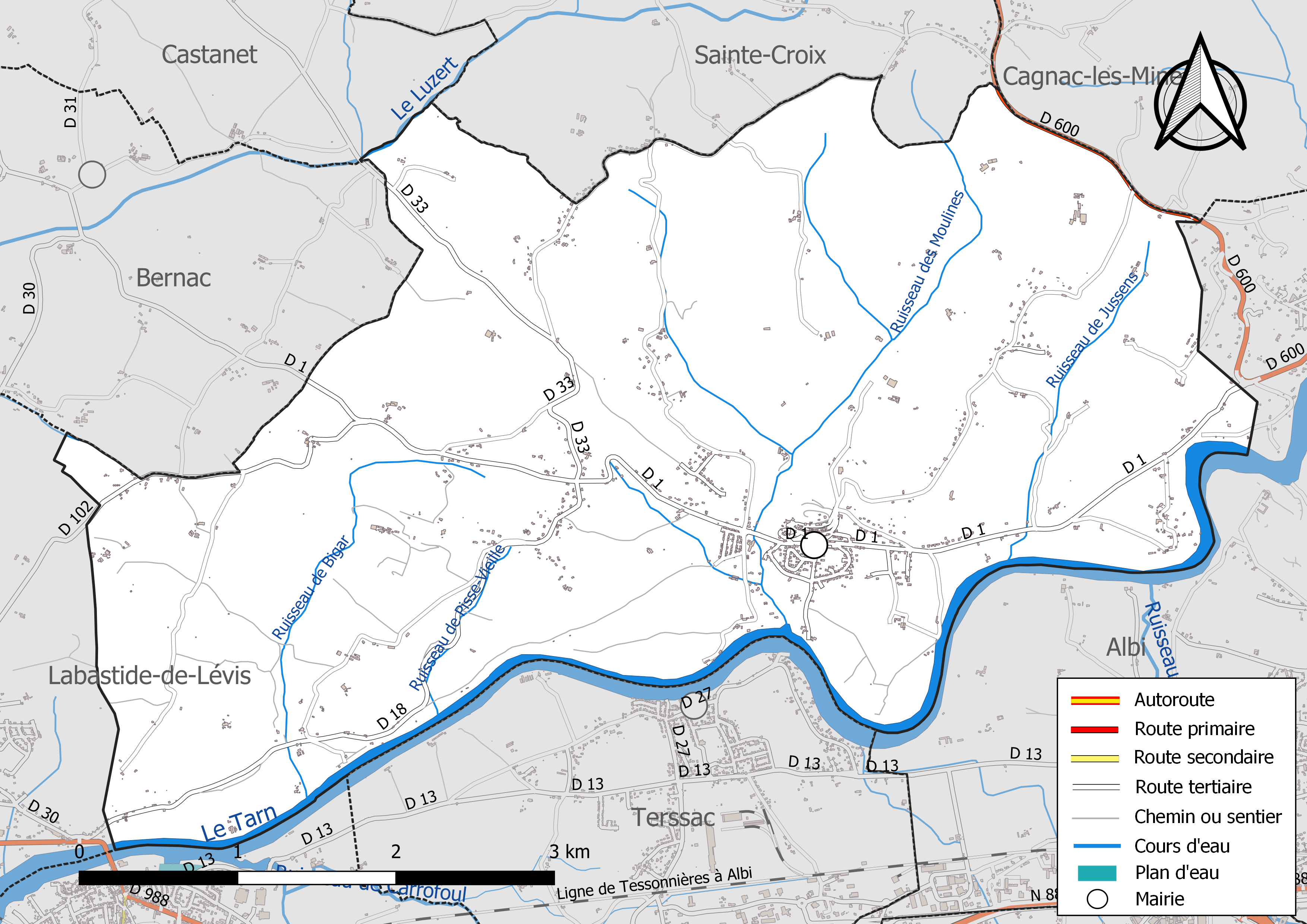
Réseaux hydrographique et routier de Castelnau-de-Lévis.

### Climat
Pour des articles plus généraux, voir Climat de l'Occitanie et Climat du Tarn.
En 2010, le climat de la commune est de type climat du Bassin du Sud-Ouest, selon une étude du Centre national de la recherche scientifique s'appuyant sur une série de données couvrant la période 1971-2000. En 2020, Météo-France publie une typologie des climats de la France métropolitaine dans laquelle la commune est exposée à un climat océanique altéré et est dans la région climatique Aquitaine, Gascogne, caractérisée par une pluviométrie abondante au printemps, modérée en automne, un faible ensoleillement au printemps, un été chaud (19,5 °C), des vents faibles, des brouillards fréquents en automne et en hiver et des orages fréquents en été (15 à 20 jours).
Pour la période 1971-2000, la température annuelle moyenne est de 13,1 °C, avec une amplitude thermique annuelle de 15,8 °C. Le cumul annuel moyen de précipitations est de 832 mm, avec 10,2 jours de précipitations en janvier et 5,6 jours en juillet. Pour la période 1991-2020, la température moyenne annuelle observée sur la station météorologique de Météo-France la plus proche, « Albi », sur la commune du Sequestre à 2 km à vol d'oiseau, est de 13,8 °C et le cumul annuel moyen de précipitations est de 733,9 mm. 
La température maximale relevée sur cette station est de 42,3 °C, atteinte le 23 août 2023 ; la température minimale est de −20,4 °C, atteinte le 16 janvier 1985,,.
Les paramètres climatiques de la commune ont été estimés pour le milieu du siècle (2041-2070) selon différents scénarios d'émission de gaz à effet de serre à partir des nouvelles projections climatiques de référence DRIAS-2020. Ils sont consultables sur un site dédié publié par Météo-France en novembre 2022.

### Milieux naturels et biodiversité
L’inventaire des zones naturelles d'intérêt écologique, faunistique et floristique (ZNIEFF) a pour objectif de réaliser une couverture des zones les plus intéressantes sur le plan écologique, essentiellement dans la perspective d’améliorer la connaissance du patrimoine naturel national et de fournir aux différents décideurs un outil d’aide à la prise en compte de l’environnement dans l’aménagement du territoire.
Deux ZNIEFF de type 1 sont recensées sur la commune :
les « coteaux de Castelnau-de-Lévis, la Mirande et Pinègre » (48 ha), et 
le « plateau et escarpement de la Tronque » (239 ha)
et une ZNIEFF de type 2, : 
la « basse vallée du Tarn » (3 623 ha), couvrant 49 communes dont huit dans la Haute-Garonne, 20 dans le Tarn et 21 dans le Tarn-et-Garonne.

Carte des ZNIEFF de type 1 et 2 à Castelnau-de-Lévis.
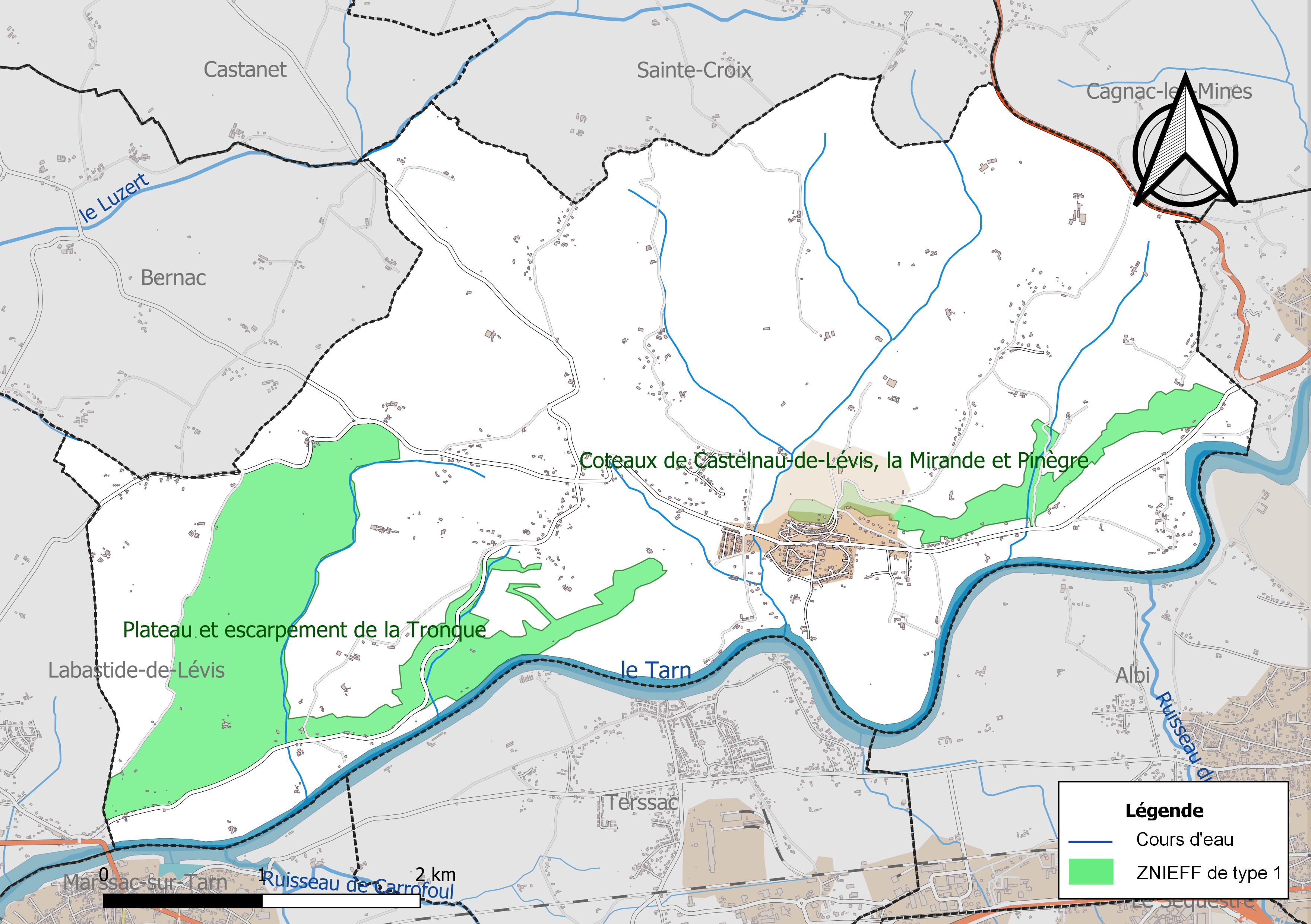
Carte des ZNIEFF de type 1 sur la commune.
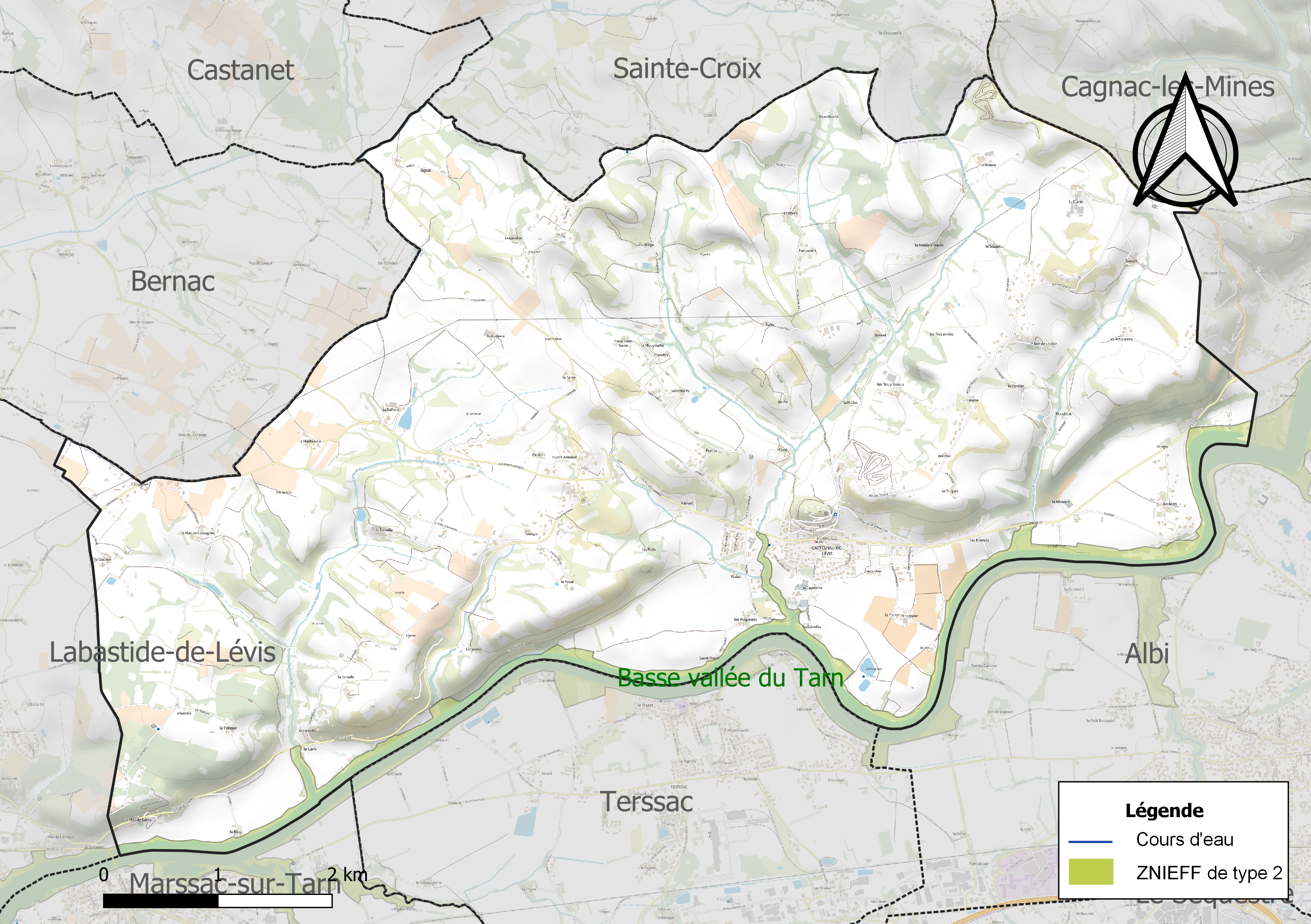
Carte de la ZNIEFF de type 2 sur la commune.

## Urbanisme

### Typologie
Au 1er janvier 2024, Castelnau-de-Lévis est catégorisée commune rurale à habitat dispersé, selon la nouvelle grille communale de densité à sept niveaux définie par l'Insee en 2022.
Elle est située hors unité urbaine. Par ailleurs la commune fait partie de l'aire d'attraction d'Albi, dont elle est une commune de la couronne,. Cette aire, qui regroupe 91 communes, est catégorisée dans les aires de 50 000 à moins de 200 000 habitants,.

### Occupation des sols
L'occupation des sols de la commune, telle qu'elle ressort de la base de données européenne d’occupation biophysique des sols Corine Land Cover (CLC), est marquée par l'importance des territoires agricoles (90,2 % en 2018), une proportion sensiblement équivalente à celle de 1990 (90 %). La répartition détaillée en 2018 est la suivante : 
zones agricoles hétérogènes (62,1 %), terres arables (25,3 %), cultures permanentes (2,7 %), milieux à végétation arbustive et/ou herbacée (2,6 %), eaux continentales (2,4 %), forêts (1,8 %), zones urbanisées (1,7 %), espaces verts artificialisés, non agricoles (1,4 %), prairies (0,1 %). L'évolution de l’occupation des sols de la commune et de ses infrastructures peut être observée sur les différentes représentations cartographiques du territoire : la carte de Cassini (XVIIIe siècle), la carte d'état-major (1820-1866) et les cartes ou photos aériennes de l'IGN pour la période actuelle (1950 à aujourd'hui).

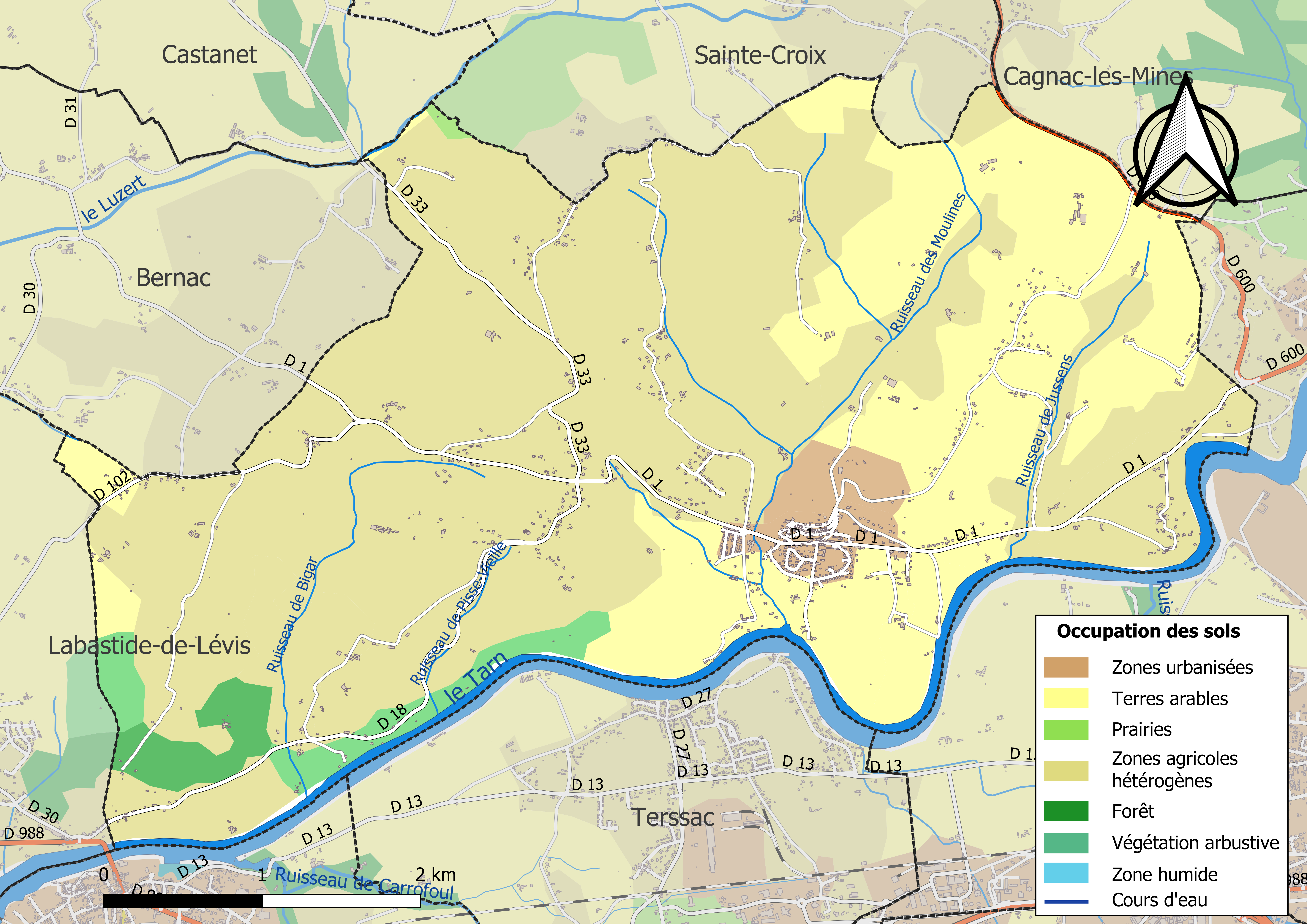
Carte des infrastructures et de l'occupation des sols de la commune en 2018 (CLC).

### Risques majeurs
Le territoire de la commune de Castelnau-de-Lévis est vulnérable à différents aléas naturels : météorologiques (tempête, orage, neige, grand froid, canicule ou sécheresse), inondations, mouvements de terrains et séisme (sismicité très faible). Il est également exposé à un risque technologique,  le transport de matières dangereuses. Un site publié par le BRGM permet d'évaluer simplement et rapidement les risques d'un bien localisé soit par son adresse soit par le numéro de sa parcelle.

#### Risques naturels
Certaines parties du territoire communal sont susceptibles d’être affectées par le risque d’inondation par débordement de cours d'eau, notamment le Tarn, le ruisseau de Carrofoul et le Luzert. La cartographie des zones inondables en ex-Midi-Pyrénées réalisée dans le cadre du XIe Contrat de plan État-région, visant à informer les citoyens et les décideurs sur le risque d’inondation, est accessible sur le site de la DREAL Occitanie. La commune a été reconnue en état de catastrophe naturelle au titre des dommages causés par les inondations et coulées de boue survenues en 1982, 1988, 1994, 1996, 2003 et 2014,.
Castelnau-de-Lévis est exposée au risque de feu de forêt. En 2022, il n'existe pas de Plan de Prévention des Risques incendie de forêt (PPRif). Le débroussaillement aux abords des maisons constitue l’une des meilleures protections pour les particuliers contre le feu,.

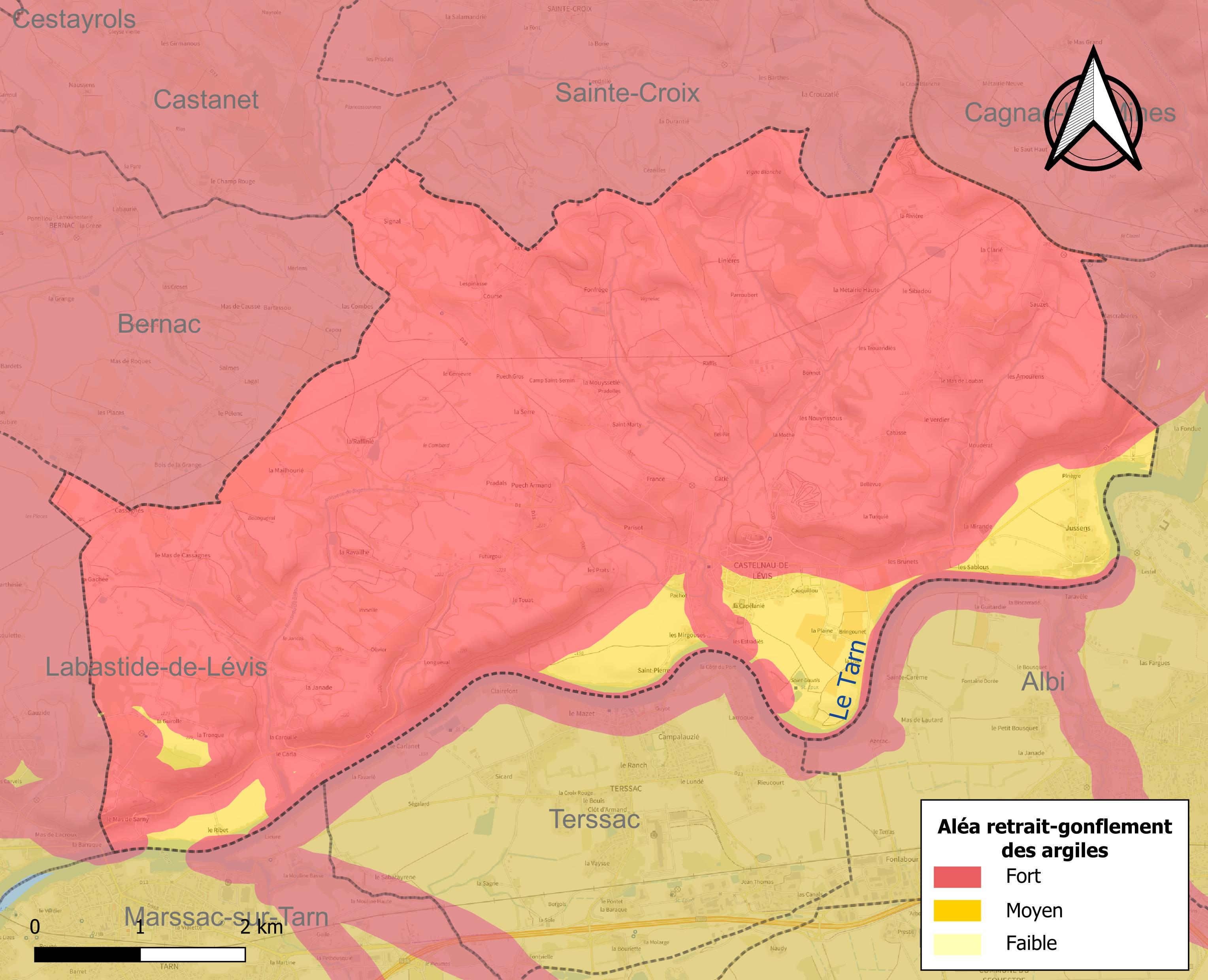
Carte des zones d'aléa retrait-gonflement des sols argileux de Castelnau-de-Lévis.

La commune est vulnérable au risque de mouvements de terrains constitué principalement du retrait-gonflement des sols argileux. Cet aléa est susceptible d'engendrer des dommages importants aux bâtiments en cas d’alternance de périodes de sécheresse et de pluie. La totalité de la commune est en aléa moyen ou fort (76,3 % au niveau départemental et 48,5 % au niveau national). Sur les 653 bâtiments dénombrés sur la commune en 2019, 653 sont en aléa moyen ou fort, soit 100 %, à comparer aux 90 % au niveau départemental et 54 % au niveau national. Une cartographie de l'exposition du territoire national au retrait gonflement des sols argileux est disponible sur le site du BRGM,.
Par ailleurs, afin de mieux appréhender le risque d’affaissement de terrain, l'inventaire national des cavités souterraines permet de localiser celles situées sur la commune.

#### Risques technologiques
Le risque de transport de matières dangereuses sur la commune est lié à sa traversée par des infrastructures routières ou ferroviaires importantes ou la présence d'une canalisation de transport d'hydrocarbures. Un accident se produisant sur de telles infrastructures est susceptible d’avoir des effets graves sur les biens, les personnes ou l'environnement, selon la nature du matériau transporté. Des dispositions d’urbanisme peuvent être préconisées en conséquence.

## Histoire

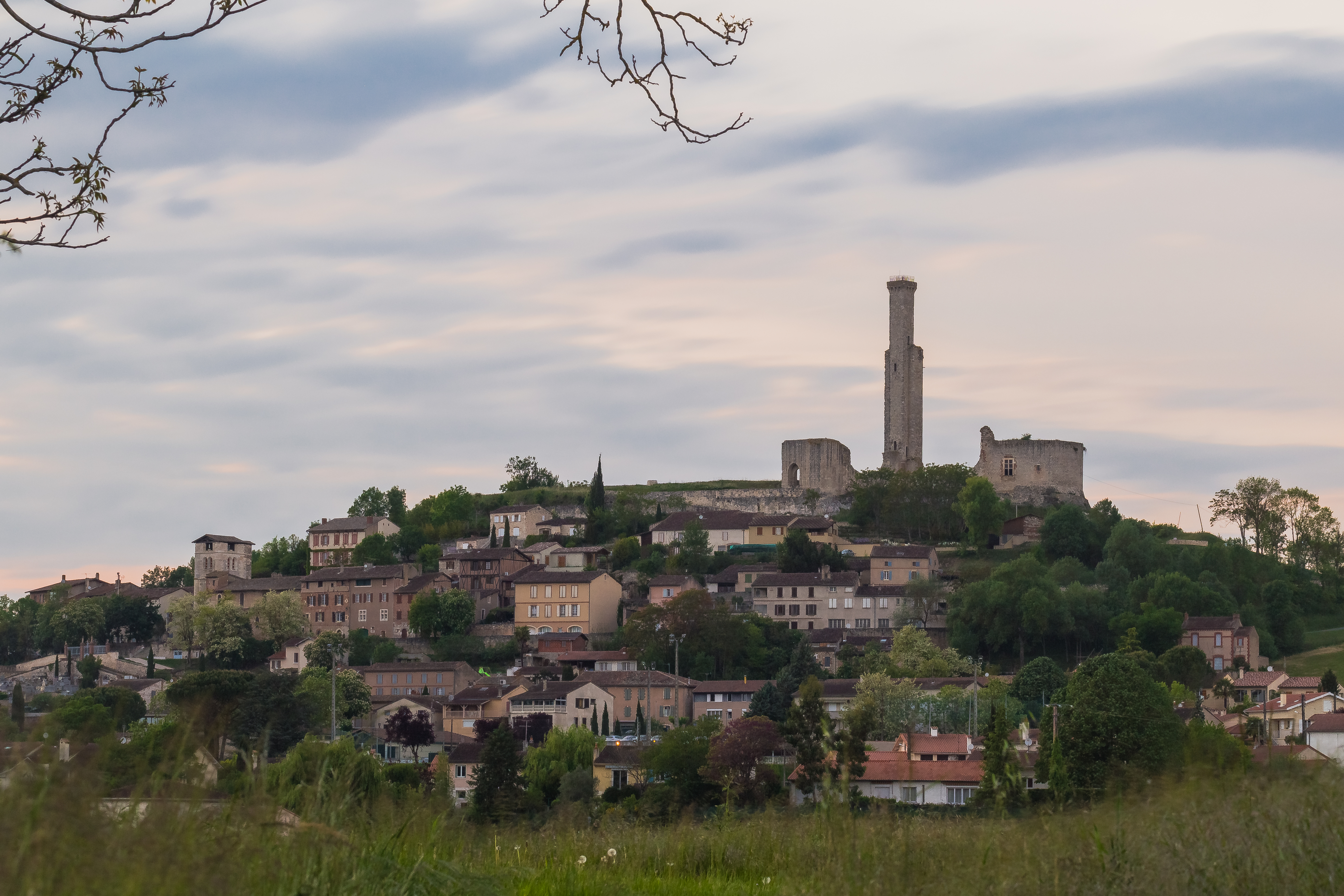
Village de Castelnau de Lévis en 2019

Le 12 janvier 1234 (1235 après le changement de début d'année au 1er janvier), Raymond VII, comte de Toulouse, concède en fief un vaste territoire dénommé le Puy de Bonafous à Sicard Alaman, à charge pour lui de construire un castrum seu villam.
En 1480, la seigneurie devient la possession de Hugues d'Amboise, baron d’Aubijoux. Cette seigneurie restera dans la famille d’Amboise jusqu'au XVIIe siècle. Le petit-fils d'Hugues, Louis d'Amboise d'Aubijoux, comte d'Aubijoux et baron de Castelnau-de Bonnafous, restaurera et habitera régulièrement le château, très caractéristique, avec sa tour de 40 mètres de hauteur.
La salle d'armes du château fut décorée par ses soins de peintures, parmi lesquelles on remarquait le portrait du comte d'Aubijoux et celui du roi (voir dessin de Casimir de Combettes-Labourelié aux Archives départementales).

### Héraldique
| Castelnau-de-Lévis | Son blasonnement est : Écartelé : au premier et au quatrième parti au I d'azur aux trois fasces d'or et au II d'azur aux trois chevrons d'argent, au deuxième et au troisième contre-écartelé au I et au IV d'azur aux trois étoiles d'or rangées en pal, au II et au III de gueules aux trois bandes d'or ; sur le tout parti : au I de gueules aux trois bandes d'or et au II d'argent à la fasce de gueules. |

## Politique et administration

### Administration municipale

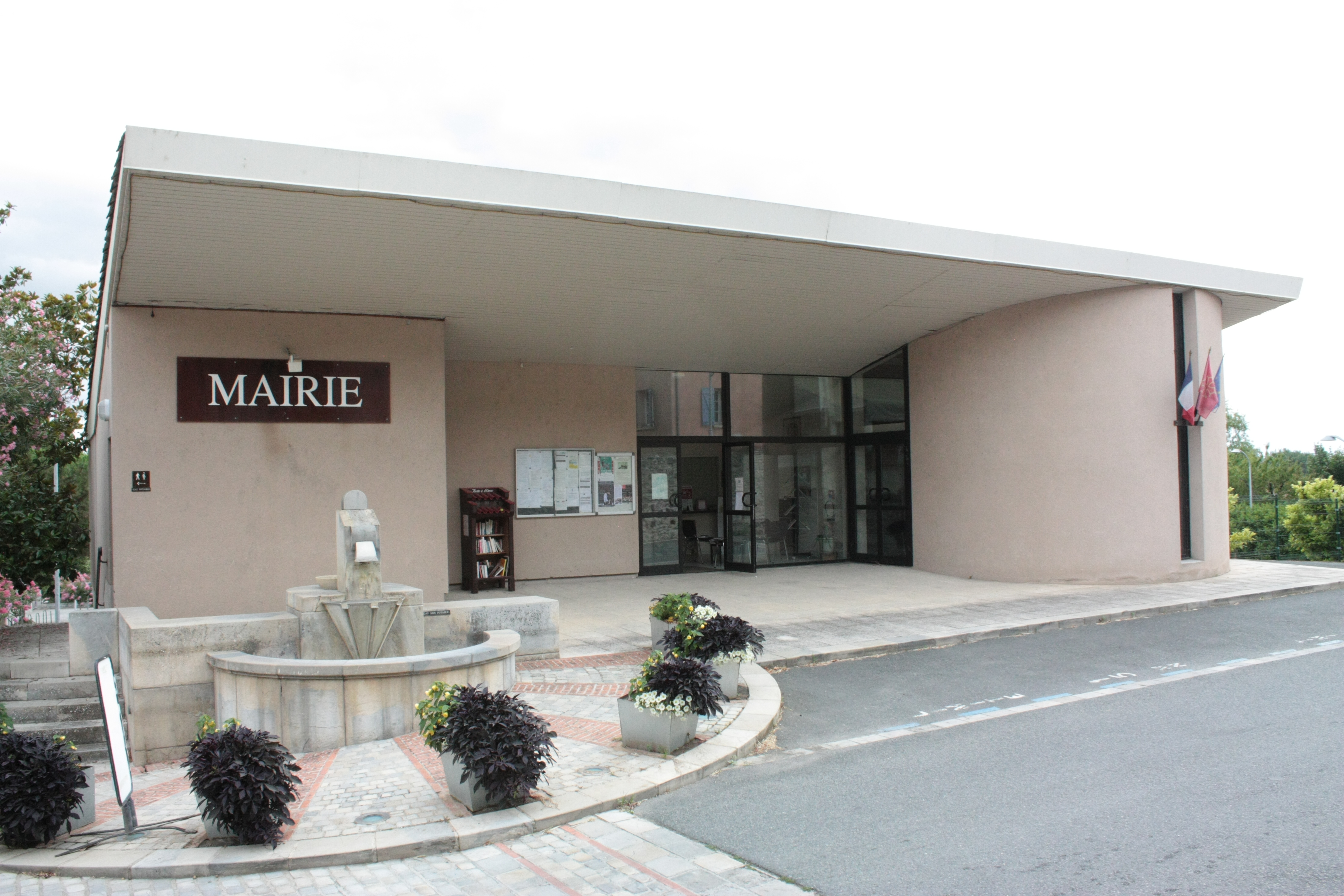
Mairie.

Le nombre d'habitants au recensement de 2011 étant compris entre 1 500 habitants et 2 499 habitants, le nombre de membres du conseil municipal pour l'élection de 2014 est de dix neuf,.

### Rattachements administratifs et électoraux
Commune faisant partie de la communauté d'agglomération de l'Albigeois et du canton d'Albi-3.

### Liste des maires
| Période                                  | Période   | Identité         | Étiquette | Qualité            |
| ---------------------------------------- | --------- | ---------------- | --------- | ------------------ |
| Mars 1977                                | 2001      | Pierre Valax     | PS        | Conseiller général |
| mars 2001                                | mars 2008 | Georges Lacombe  |           |                    |
| mars 2008                                | mai 2020  | Robert Gauthier  | DVG       | Retraité           |
| mai 2020                                 | En cours  | Patrice Delheure |           |                    |
| Les données manquantes sont à compléter. |           |                  |           |                    |

## Population et société

### Démographie
| 1793  | 1800  | 1806  | 1821  | 1831  | 1836  | 1841  | 1846  | 1851  |
| ----- | ----- | ----- | ----- | ----- | ----- | ----- | ----- | ----- |
| 1 314 | 1 532 | 1 502 | 1 588 | 1 659 | 1 347 | 1 310 | 1 352 | 1 272 |

| 1856  | 1861  | 1866  | 1872  | 1876  | 1881  | 1886  | 1891  | 1896 |
| ----- | ----- | ----- | ----- | ----- | ----- | ----- | ----- | ---- |
| 1 268 | 1 223 | 1 189 | 1 145 | 1 050 | 1 034 | 1 029 | 1 035 | 952  |

| 1901 | 1906 | 1911 | 1921 | 1926 | 1931 | 1936 | 1946 | 1954 |
| ---- | ---- | ---- | ---- | ---- | ---- | ---- | ---- | ---- |
| 894  | 866  | 818  | 724  | 747  | 779  | 743  | 735  | 569  |

| 1962 | 1968 | 1975 | 1982  | 1990  | 1999  | 2006  | 2011  | 2016  |
| ---- | ---- | ---- | ----- | ----- | ----- | ----- | ----- | ----- |
| 571  | 686  | 946  | 1 145 | 1 308 | 1 403 | 1 520 | 1 543 | 1 571 |

| 2021  | 2022  | - | - | - | - | - | - | - |
| ----- | ----- | - | - | - | - | - | - | - |
| 1 617 | 1 615 | - | - | - | - | - | - | - |

| selon la population municipale des années : | 1968 | 1975 | 1982 | 1990 | 1999 | 2006 | 2009 | 2013 |
| Rang de la commune dans le département      | 81   | 61   | 46   | 45   | 47   | 47   | 47   | 45   |
| Nombre de communes du département           | 326  | 324  | 324  | 324  | 324  | 323  | 323  | 323  |

### Enseignement
Castelnau-de-Lévis fait partie de l'académie de Toulouse.

### Santé
La commune possède un centre communal d'action sociale, une maison de retraite, une pharmacie, un cabinet infirmiers,

### Culture
École de musique,

### Activités sportives
Circuit de Puech Rampant dédié au quad et moto-cross.

## Économie

### Revenus
En 2018, la commune compte 625 ménages fiscaux, regroupant 1 527 personnes. La médiane du revenu disponible par unité de consommation est de 22 710 € (20 400 € dans le département).

### Emploi
|                | 2008  | 2013  | 2018  |
| -------------- | ----- | ----- | ----- |
| Commune        | 5,8 % | 5,2 % | 7,1 % |
| Département    | 8,2 % | 9,9 % | 10 %  |
| France entière | 8,3 % | 10 %  | 10 %  |

En 2018, la population âgée de 15 à 64 ans s'élève à 915 personnes, parmi lesquelles on compte 74,9 % d'actifs (67,8 % ayant un emploi et 7,1 % de chômeurs) et 25,1 % d'inactifs,. Depuis 2008, le taux de chômage communal (au sens du recensement) des 15-64 ans est inférieur à celui de la France et du département.
La commune fait partie de la couronne de l'aire d'attraction d'Albi, du fait qu'au moins 15 % des actifs travaillent dans le pôle,. Elle compte 198 emplois en 2018, contre 229 en 2013 et 237 en 2008. Le nombre d'actifs ayant un emploi résidant dans la commune est de 625, soit un indicateur de concentration d'emploi de 31,7 % et un taux d'activité parmi les 15 ans ou plus de 50,6 %.
Sur ces 625 actifs de 15 ans ou plus ayant un emploi, 91 travaillent dans la commune, soit 15 % des habitants. Pour se rendre au travail, 89,3 % des habitants utilisent un véhicule personnel ou de fonction à quatre roues, 2,3 % les transports en commun, 3,9 % s'y rendent en deux-roues, à vélo ou à pied et 4,5 % n'ont pas besoin de transport (travail au domicile).

### Activités hors agriculture

#### Secteurs d'activités
103 établissements sont implantés  à Castelnau-de-Lévis au 31 décembre 2019. Le tableau ci-dessous en détaille le nombre par secteur d'activité et compare les ratios avec ceux du département,.
| Secteur d'activité                                                                                        | Commune | Commune | Département |
| Secteur d'activité                                                                                        | Nombre  | %       | %           |
| --- | ------- | ------- | ----------- |
| Ensemble                                                                                                  | 103     |         |             |
| Industrie manufacturière, industries extractives et autres                                                | 14      | 13,6 %  | (13 %)      |
| Construction                                                                                              | 13      | 12,6 %  | (12,5 %)    |
| Commerce de gros et de détail, transports, hébergement et restauration                                    | 24      | 23,3 %  | (26,7 %)    |
| Information et communication                                                                              | 3       | 2,9 %   | (2,1 %)     |
| Activités immobilières                                                                                    | 9       | 8,7 %   | (4,2 %)     |
| Activités spécialisées, scientifiques et techniques et activités de services administratifs et de soutien | 8       | 7,8 %   | (13,8 %)    |
| Administration publique, enseignement, santé humaine et action sociale                                    | 21      | 20,4 %  | (15,5 %)    |
| Autres activités de services                                                                              | 11      | 10,7 %  | (9 %)       |

Le secteur du commerce de gros et de détail, des transports, de l'hébergement et de la restauration est prépondérant sur la commune puisqu'il représente 23,3 % du nombre total d'établissements de la commune (24 sur les 103 entreprises implantées  à Castelnau-de-Lévis), contre 26,7 % au niveau départemental.

#### Entreprises et commerces
Les trois entreprises ayant leur siège social sur le territoire communal qui génèrent le plus de chiffre d'affaires en 2020 sont : 
- SASU Guillou, travaux de couverture par éléments (49 k€)
- Cie Eur Commerce & Industrie SARL, commerce de gros (commerce interentreprises) de fournitures et équipements industriels divers (45 k€)
- Domau, location de logements (44 k€)

### Agriculture
La commune est dans la « plaine de l'Albigeois et du Castrais », une petite région agricole occupant le centre du département du Tarn. En 2020, l'orientation technico-économique de l'agriculture  sur la commune est la polyculture et/ou le polyélevage. 
|               | 1988  | 2000  | 2010  | 2020  |
| ------------- | ----- | ----- | ----- | ----- |
| Exploitations | 54    | 41    | 32    | 24    |
| SAU (ha)      | 1 470 | 1 346 | 1 382 | 1 307 |

Le nombre d'exploitations agricoles en activité et ayant leur siège dans la commune est passé de 54 lors du recensement agricole de 1988  à 41 en 2000 puis à 32 en 2010 et enfin à 24 en 2020, soit une baisse de 56 % en 32 ans. Le même mouvement est observé à l'échelle du département qui a perdu pendant cette période 58 % de ses exploitations,. La surface agricole utilisée sur la commune a également diminué, passant de 1470 ha en 1988 à 1307 ha en 2020. Parallèlement la surface agricole utilisée moyenne par exploitation a augmenté, passant de 27 à 54 ha.

## Culture locale et patrimoine

### Lieux et monuments
- Le château de Castelnau-de-Lévis a été construit en 1235 par Sicard Alaman, puissant vassal du comte de Toulouse Raymond VII ; il représentait un bastion avancé des possessions toulousaines (nord de la rivière Tarn) face à la royauté (sud du Tarn). Construit sur un piton rocheux nommé « puy de Bonnafous », le château sera longtemps appelé Castelnau-de-Bonnafous, avant que la famille de Lévis n'en hérite et lui donne son nom. Un village a été construit au pied des murailles à la même époque.
- L'église Saint-Barthélemy est inscrite au titre de monument historique par arrêté du 18 juin 1927[46]. De nombreux objets sont référencés dans la base Palissy (voir les notices liées)[46].
- L'Église Sainte-Cécile du Carla édifiée au XVe siècle en lieu et place de l'église et paroisse de Notre-Dame de Mazières détruites en 1209 par Simon de Montfort. Ancienne possession de la commanderie hospitalière de Rayssac acquise en 1169[47],[48].

Patrimoine culturel de Castelnau-de-Lévis
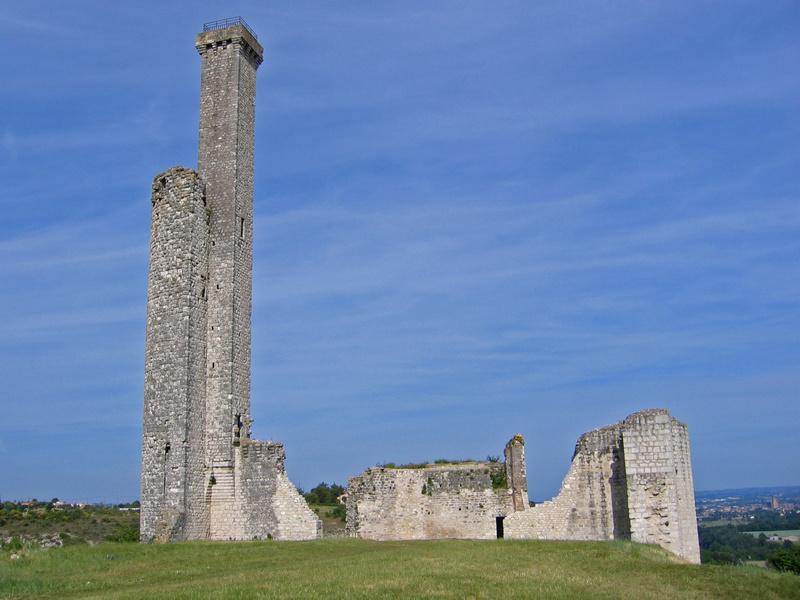
Ruines du château.
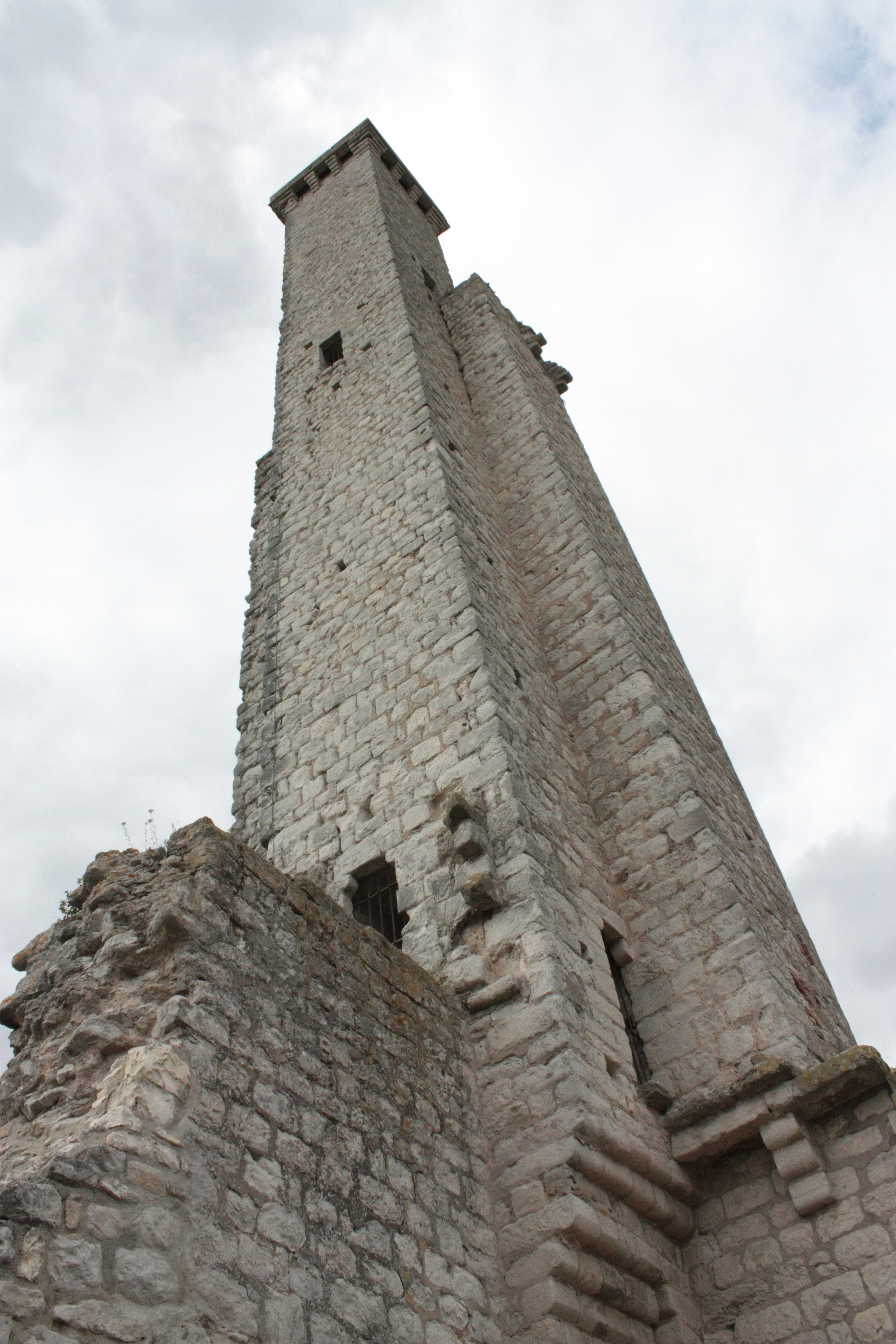
La tour du château.
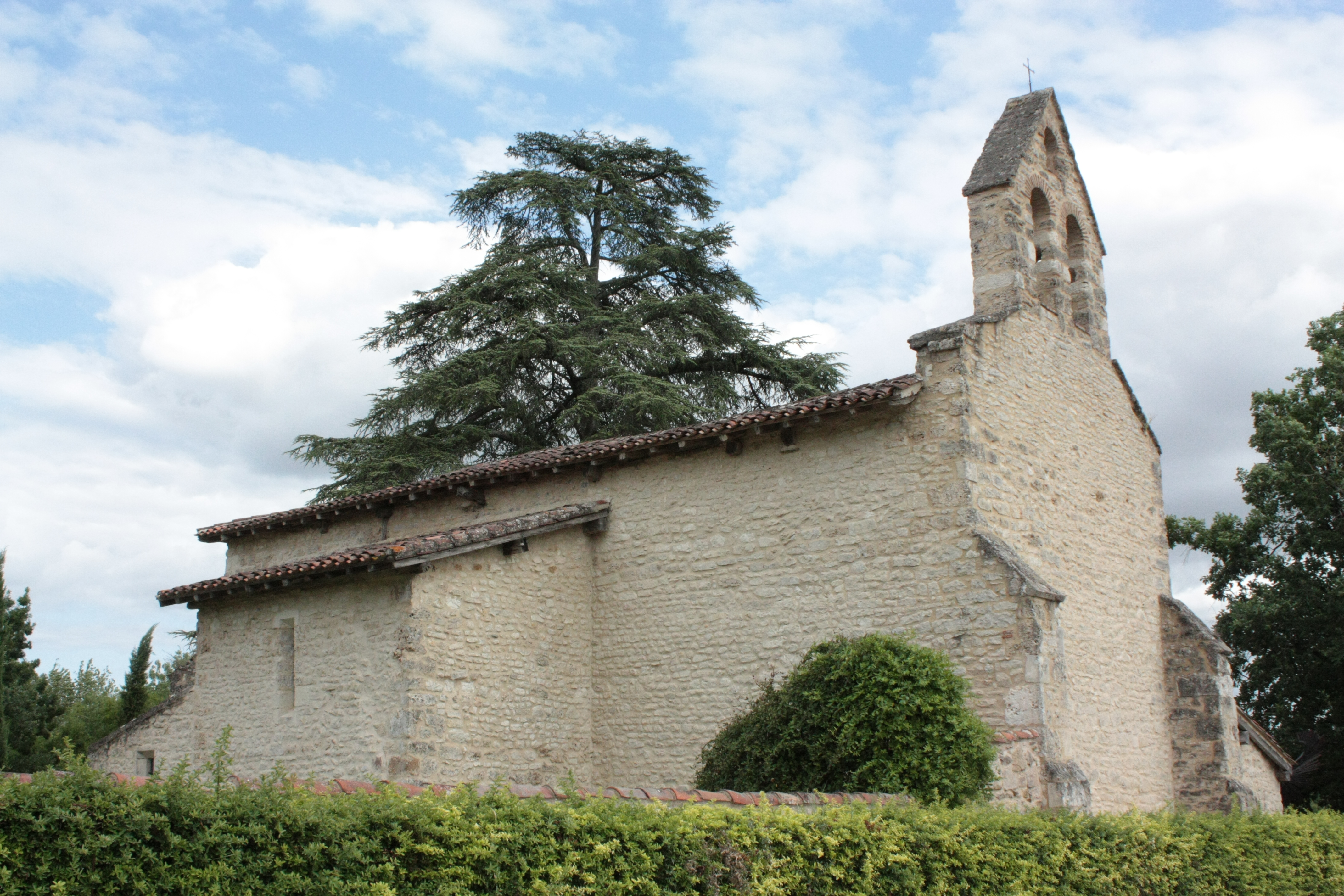
Église Sainte-Cécile du Carla.

### Personnalités liées à la commune
- Pierre Valax
- Maison d'Amboise
- Sicard Alaman
- Louis d'Amboise d'Aubijoux

## Pour approfondir